# Manchester City Football Club 2024-2025
Questa voce raccoglie le informazioni riguardanti il Manchester City Football Club nelle competizioni ufficiali della stagione 2024-2025.

## Maglie e sponsor
| Casa | Trasferta | Terza divisa |

## Rosa
Aggiornata al 13 giugno 2025
| N. |                        | Ruolo | Calciatore                     |
| -- | ---------------------- | ----- | ------------------------------ |
| 2  | Inghilterra (bandiera) | D     | Kyle Walker (capitano)         |
| 3  | Portogallo (bandiera)  | D     | Rúben Dias                     |
| 4  | Paesi Bassi (bandiera) | C     | Tijjani Reijnders              |
| 5  | Inghilterra (bandiera) | D     | John Stones                    |
| 6  | Paesi Bassi (bandiera) | D     | Nathan Aké                     |
| 7  | Egitto (bandiera)      | A     | Omar Marmoush                  |
| 8  | Croazia (bandiera)     | C     | Mateo Kovačić                  |
| 9  | Norvegia (bandiera)    | A     | Erling Haaland                 |
| 10 | Inghilterra (bandiera) | C     | Jack Grealish                  |
| 11 | Belgio (bandiera)      | A     | Jérémy Doku                    |
| 13 | Inghilterra (bandiera) | P     | Marcus Bettinelli              |
| 14 | Spagna (bandiera)      | C     | Nico González                  |
| 16 | Spagna (bandiera)      | C     | Rodri                          |
| 17 | Belgio (bandiera)      | C     | Kevin De Bruyne (capitano)     |
| 18 | Germania (bandiera)    | P     | Stefan Ortega                  |
| 19 | Germania (bandiera)    | C     | İlkay Gündoğan                 |
| 20 | Portogallo (bandiera)  | C     | Bernardo Silva (vice capitano) |
| 21 | Algeria (bandiera)     | D     | Rayan Aït-Nouri                |
| 22 | Brasile (bandiera)     | D     | Vitor Reis                     |
| 24 | Croazia (bandiera)     | D     | Joško Gvardiol                 |

| N. |                        | Ruolo | Calciatore           |
| -- | ---------------------- | ----- | -------------------- |
| 25 | Svizzera (bandiera)    | D     | Manuel Akanji        |
| 26 | Brasile (bandiera)     | A     | Savinho              |
| 27 | Portogallo (bandiera)  | C     | Matheus Nunes        |
| 29 | Francia (bandiera)     | C     | Rayan Cherki         |
| 30 | Argentina (bandiera)   | A     | Claudio Echeverri    |
| 31 | Brasile (bandiera)     | P     | Ederson              |
| 33 | Inghilterra (bandiera) | P     | Scott Carson         |
| 45 | Uzbekistan (bandiera)  | D     | Abdukodir Khusanov   |
| 47 | Inghilterra (bandiera) | C     | Phil Foden           |
| 52 | Norvegia (bandiera)    | A     | Oscar Bobb           |
| 66 | Inghilterra (bandiera) | D     | Jahmai Simpson-Pusey |
| 67 | Inghilterra (bandiera) | A     | Divin Mubama         |
| 75 | Inghilterra (bandiera) | C     | Nico O'Reilly        |
| 82 | Inghilterra (bandiera) | D     | Rico Lewis           |
| 87 | Inghilterra (bandiera) | C     | James McAtee         |
| 97 | Inghilterra (bandiera) | D     | Josh Wilson-Esbrand  |

## Calciomercato

### Sessione estiva[7]
| Acquisti         | Acquisti        | Acquisti     | Acquisti                  |
| R.               | Nome            | da           | Modalità                  |
| ---------------- | --------------- | ------------ | ------------------------- |
| A                | Savinho         | Troyes       | definitivo (25 milioni €) |
| C                | İlkay Gündoğan  | Barcellona   | gratuito                  |
| Altre operazioni |                 |              |                           |
| D                | João Cancelo    | Barcellona   | fine prestito             |
| D                | Yan Couto       | Girona       | fine prestito             |
| C                | Máximo Perrone  | Las Palmas   | fine prestito             |
| C                | Kalvin Phillips | West Ham Utd | fine prestito             |

| Cessioni         | Cessioni              | Cessioni          | Cessioni                                       |
| R.               | Nome                  | a                 | Modalità                                       |
| ---------------- | --------------------- | ----------------- | ---------------------------------------------- |
| D                | Yan Couto             | Borussia Dortmund | prestito con obbligo di riscatto (4 milioni €) |
| D                | Taylor Harwood-Bellis | Southampton       | definitivo (23 milioni €)                      |
| D                | Sergio Gómez          | Real Sociedad     | definitivo (9 milioni €)                       |
| C                | Tommy Doyle           | Wolverhampton     | definitivo (5 milioni €)                       |
| C                | Lewis Fiorini         | Stockport County  | definitivo (350 mila €)                        |
| C                | Alex Robertson        | Cardiff City      | definitivo (1,15 milioni €)                    |
| A                | Julián Álvarez        | Atlético Madrid   | definitivo (75 milioni €)                      |
| A                | Liam Delap            | Ipswich Town      | definitivo (17,85 milioni €)                   |
| A                | Micah Hamilton        | Middlesbrough     | definitivo (4,10 milioni €)                    |
| D                | João Cancelo          | Al-Hilal          | definitivo (25 milioni €)                      |
| Altre operazioni |                       |                   |                                                |
| R.               | Nome                  | a                 | Modalità                                       |
| C                | Kalvin Phillips       | Ipswich Town      | prestito                                       |
| C                | Máximo Perrone        | Como              | prestito                                       |
| C                | Issa Kaboré           | Benfica           | prestito                                       |
| A                | Ben Knight            | Real Murcia       | gratuito                                       |

### Sessione invernale
| Acquisti         | Acquisti            | Acquisti              | Acquisti                  |
| R.               | Nome                | da                    | Modalità                  |
| ---------------- | ------------------- | --------------------- | ------------------------- |
| A                | Omar Marmoush       | Eintracht Francoforte | definitivo (75 milioni €) |
| C                | Nico González       | Porto                 | definitivo (60 milioni €) |
| D                | Abdukodir Khusanov  | Lens                  | definitivo (40 milioni €) |
| D                | Vitor Reis          | Palmeiras             | definitivo (37 milioni €) |
| Altre operazioni |                     |                       |                           |
| R.               | Nome                | da                    | Modalità                  |
| D                | Juma Bah            | Real Valladolid       | definitivo (6 milioni €)  |
| D                | Issa Kaboré         | Benfica               | fine prestito             |
| D                | Josh Wilson-Esbrand | Stoke City            | prestito                  |

| Cessioni         | Cessioni    | Cessioni     | Cessioni |
| R.               | Nome        | a            | Modalità |
| ---------------- | ----------- | ------------ | -------- |
| D                | Kyle Walker | Milan        | prestito |
| Altre operazioni |             |              |          |
| R.               | Nome        | da           | Modalità |
| D                | Issa Kaboré | Werder Brema | prestito |
| D                | Juma Bah    | Lens         | prestito |

### Sessione primaverile (dall'1/6 al 10/6)
| Acquisti         | Acquisti            | Acquisti        | Acquisti                    |
| R.               | Nome                | da              | Modalità                    |
| ---------------- | ------------------- | --------------- | --------------------------- |
| C                | Tijjani Reijnders   | Milan           | definitivo (55 milioni €)   |
| D                | Rayan Aït-Nouri     | Wolverhampton   | definitivo (36,8 milioni €) |
| C                | Rayan Cherki        | Olympique Lione | definitivo (36,5 milioni €) |
| P                | Marcus Bettinelli   | Chelsea         | definitivo (2,4 milioni €)  |
| Altre operazioni |                     |                 |                             |
| R.               | Nome                | da              | Modalità                    |
| D                | Juma Bah            | Real Valladolid | definitivo (6 milioni €)    |
| D                | Issa Kaboré         | Benfica         | fine prestito               |
| D                | Josh Wilson-Esbrand | Stoke City      | prestito                    |

| Cessioni         | Cessioni         | Cessioni         | Cessioni         |
| R.               | Nome             | a                | Modalità         |
| Altre operazioni | Altre operazioni | Altre operazioni | Altre operazioni |
| R.               | Nome             | da               | Modalità         |
| ---------------- | ---------------- | ---------------- | ---------------- |

## Risultati

### Premier League

#### Girone di andata
| Arbitro: | Taylor |

|  |           |                         |
|  | Marcatori | 18’ Haaland 84’ Kovačić |

| Arbitro: | Allison |

|                                            |           |             |
| Haaland 12’ (rig.), 16’, 88’ De Bruyne 14’ | Marcatori | 7’ Szmodics |

| Arbitro: | Oliver |

|                    |           |                       |
| R. Dias 19’ (aut.) | Marcatori | 10’, 30’, 83’ Haaland |

| Arbitro: | D. Bond |

|                  |           |          |
| Haaland 19’, 32’ | Marcatori | 1’ Wissa |

| Arbitro: | Oliver |

|                         |           |                             |
| Haaland 9’ Stones 90+8’ | Marcatori | 22’ Calafiori 45+1’ Gabriel |

| Arbitro: | Gillett |

|                   |           |              |
| Gordon 58’ (rig.) | Marcatori | 35’ Gvardiol |

| Arbitro: | Bankes |

|                           |           |                       |
| Kovačić 32’, 47’ Doku 82’ | Marcatori | 26’ Pereira 88’ Muniz |

| Arbitro: | Kavanagh |

|                  |           |                           |
| Strand Larsen 7’ | Marcatori | 33’ Gvardiol 90+5’ Stones |

| Arbitro: | Harrington |

|            |           |  |
| Haaland 5’ | Marcatori |  |

| Arbitro: | Oliver |

|                          |           |              |
| Semenyo 9’ Evanilson 64’ | Marcatori | 82’ Gvardiol |

| Arbitro: | Barrott |

|                            |           |             |
| João Pedro 78’ O'Riley 83’ | Marcatori | 23’ Haaland |

| Arbitro: | Brooks |

|  |           |                                              |
|  | Marcatori | 13’, 20’ Maddison 52’ Porro 90+3’ B. Johnson |

| Arbitro: | Kavanagh |

|                            |           |  |
| Gakpo 12’ Salah 78’ (rig.) | Marcatori |  |

| Arbitro: | Oliver |

|                                          |           |  |
| Bernardo Silva 8’ De Bruyne 31’ Doku 57’ | Marcatori |  |

| Arbitro: | R. Jones |

|                      |           |                       |
| Muñoz 4’ Lacroix 56’ | Marcatori | 30’ Haaland 68’ Lewis |

| Arbitro: | Taylor |

|              |           |                                    |
| Gvardiol 36’ | Marcatori | 88’ (rig.) B. Fernandes 90’ Diallo |

| Arbitro: | Bankes |

|                      |           |             |
| Durán 16’ Rogers 65’ | Marcatori | 90+3’ Foden |

| Arbitro: | Hooper |

|                    |           |            |
| Bernardo Silva 14’ | Marcatori | 36’ Ndiaye |

| Arbitro: | Oliver |

|  |           |                         |
|  | Marcatori | 21’ Savinho 74’ Haaland |

#### Girone di ritorno
| Arbitro: | Salisbury |

|                                              |           |              |
| Coufal 10’ (aut.) Haaland 42’, 55’ Foden 58’ | Marcatori | 71’ Füllkrug |

| Arbitro: | Taylor |

|                          |           |                |
| Wissa 82’ Nørgaard 90+2’ | Marcatori | 66’, 78’ Foden |

| Arbitro: | Barrott |

|  |           |                                                            |
|  | Marcatori | 27’, 42’ Foden 30’ Kovačić 49’ Doku 57’ Haaland 69’ McAtee |

| Arbitro: | Brooks |

|                                    |           |            |
| Gvardiol 42’ Haaland 68’ Foden 87’ | Marcatori | 3’ Madueke |

| Arbitro: | Bankes |

|                                                                   |           |             |
| Ødegaard 2’ Thomas 56’ Lewis-Skelly 62’ Havertz 76’ Nwaneri 90+3’ | Marcatori | 55’ Haaland |

| Arbitro: | Madley |

|                                   |           |  |
| Marmoush 19’, 24’, 33’ McAtee 84’ | Marcatori |  |

| Arbitro: | Taylor |

|  |           |                          |
|  | Marcatori | 14’ Salah 37’ Szoboszlai |

| Arbitro: | Gillett |

|  |           |             |
|  | Marcatori | 12’ Haaland |

| Arbitro: | Kavanagh |

|                 |           |  |
| Hudson-Odoi 83’ | Marcatori |  |

| Arbitro: | Hooper |

|                                 |           |                                   |
| Haaland 11’ (rig.) Marmoush 39’ | Marcatori | 21’ Estupiñán 48’ (aut.) Khusanov |

| Arbitro: | England |

|                          |           |  |
| Grealish 2’ Marmoush 29’ | Marcatori |  |

{{Incontro di club
|Sport = calcio
|Giornomese = 6 aprile
|Anno = 2025
|Ora = 16:30 WEST
|Turno = 31ª giornata
|Squadra 1 = Manchester United
|Squadra 2 = Manchester City
|Punteggio 1 = 0
|Punteggio 2 = 0
|Referto = https://www.premierleague.com/match/116134
|Città = Manchester 
|Stadio = Old Trafford
|Spettatori = 73 738
|Arbitro = [[John Brooks (arbitro)|Brooks]]
|Cittarbitro = 
|Marcatori 1 = 
|Marcatori 2 = 
|id = 31
}}
| Arbitro: | Gillett |

|                                                                |           |                     |
| De Bruyne 33’ Marmoush 36’ Kovačić 47’ McAtee 56’ O'Reilly 79’ | Marcatori | 8’ Eze 21’ Richards |

| Arbitro: | Hooper |

|  |           |                            |
|  | Marcatori | 84’ O'Reilly 90+2’ Kovačić |

| Arbitro: | Pawson |

|                                  |           |                     |
| Bernardo Silva 7’ M. Nunes 90+4’ | Marcatori | 18’ (rig.) Rashford |

| Arbitro: | Bankes |

|               |           |  |
| De Bruyne 35’ | Marcatori |  |

| Southampton 10 maggio 2025, ore 15:00 WEST 36ª giornata | Southampton | 0 – 0 referto | Manchester City | St Mary's Stadium (30 937 spett.)\| Arbitro: \| Robinson \| |
| Arbitro:                                                | Robinson    |               |                 |                                                             |

| Arbitro: | Bramall |

|                                              |           |                |
| Marmoush 14’ Bernardo Silva 38’ González 89’ | Marcatori | 90+6’ Jebbison |

| Arbitro: | Madley |

|  |           |                                 |
|  | Marcatori | 21’ Gündoğan 72’ (rig.) Haaland |

### FA Cup
| Arbitro: | J. Smith |

|                                                                                      |           |  |
| Doku 8’, 69’ (rig.) Mubama 20’ O'Reilly 43’ Grealish 49’ (rig.) McAtee 62’, 72’, 81’ | Marcatori |  |

| Arbitro: | D. Bond |

|                   |           |                            |
| Ortega 16’ (aut.) | Marcatori | 56’ Khusanov 79’ De Bruyne |

| Arbitro: | Pawson |

|                                   |           |                |
| O'Reilly 45+1’, 76’ De Bruyne 90’ | Marcatori | 38’ Talovjerov |

| Arbitro: | Attwell |

|               |           |                          |
| Evanilson 21’ | Marcatori | 49’ Haaland 63’ Marmoush |

| Arbitro: | Oliver |

|  |           |                       |
|  | Marcatori | 2’ Lewis 51’ Gvardiol |

| Arbitro: | Attwell |

|         |           |  |
| Eze 16’ | Marcatori |  |

### League Cup
| Arbitro: | D. Webb |

|                      |           |          |
| Doku 5’ M. Nunes 38’ | Marcatori | 86’ Ince |

| Arbitro: | R. Jones |

|                    |           |                |
| Werner 5’ Sarr 25’ | Marcatori | 45+4’ M. Nunes |

### Community Shield
| Arbitro: | Gillett |

|                                                                   |                      |                                                                    |
| Garnacho 82’                                                      | Marcatori            | 89’ Bernardo Silva                                                 |
| Fernandes Dalot Garnacho Sancho Casemiro McTominay Martínez Evans | Tiri di rigore 6 – 7 | Bernardo Silva De Bruyne Haaland Savinho Ederson Nunes Dias Akanji |

### UEFA Champions League

#### Fase campionato
| Manchester 18 settembre 2024, ore 21:00 CEST 1ª giornata | Manchester City | 0 – 0 referto | Inter | City of Manchester Stadium (50 922 spett.)\| Arbitro: \| Nyberg \| |
| Arbitro:                                                 | Nyberg          |               |       |                                                                    |

| Arbitro: | Massa |

|  |           |                                              |
|  | Marcatori | 8’ Gündoğan 15’ Foden 58’ Haaland 74’ McAtee |

| Arbitro: | Mariani |

|                                                          |           |  |
| Foden 3’ Haaland 58’, 68’ Stones 64’ M. Nunes 88’ (rig.) | Marcatori |  |

| Arbitro: | Siebert |

|                                                 |           |          |
| Gyökeres 38’, 49’ (rig.), 81’ (rig.) Araújo 46’ | Marcatori | 4’ Foden |

| Arbitro: | Petrescu |

|                                      |           |                                        |
| Haaland 44’ (rig.), 53’ Gündoğan 50’ | Marcatori | 75’ Hadj Moussa 82’ Giménez 89’ Hancko |

| Arbitro: | Turpin |

|                           |           |  |
| Vlahović 53’ McKennie 75’ | Marcatori |  |

| Arbitro: | Marciniak |

|                                                       |           |                          |
| Dembélé 56’ Barcola 60’ João Neves 78’ G. Ramos 90+3’ | Marcatori | 50’ Grealish 53’ Haaland |

| Arbitro: | Sánchez Martínez |

|                                            |           |              |
| Kovačić 53’ Ordóñez 62’ (aut.) Savinho 77’ | Marcatori | 45’ Onyedika |

#### Fase a eliminazione diretta

##### Spareggi
| Arbitro: | Turpin |

|                         |           |                                      |
| Haaland 19’, 80’ (rig.) | Marcatori | 60’ Mbappé 86’ Díaz 90+2’ Bellingham |

| Arbitro: | Kovács |

|                     |           |                   |
| Mbappé 4’, 33’, 61’ | Marcatori | 90+2’ N. González |

### Coppa del mondo per club FIFA
| Arbitro: | Abatti |

|                   |           |  |
| Foden 2’ Doku 42’ | Marcatori |  |

| Arbitro: | Ghorbal |

|                                                                         |           |  |
| Gündogan 8’, 73’ Echeverri 27’ Haaland 45+5’ (rig.) Bobb 84’ Cherki 89’ | Marcatori |  |

| Arbitro: | Turpin |

|                              |           |                                                             |
| Koopmeiners 11’ Vlahović 84’ | Marcatori | 9’ Doku 26’ (aut.) Kalulu 52’ Haaland 69’ Foden 75’ Savinho |

#### Ottavi di finale
| Arbitro: | Valenzuela |

|                                          |           |                                                    |
| Bernardo Silva 9’ Haaland 55’ Foden 104’ | Marcatori | 46’, 112’ Marcos Leonardo 52’ Malcom 94’ Koulibaly |

## Statistiche finali

### Statistiche di squadra
| Competizione             | Punti | In casa | In casa | In casa | In casa | In casa | In casa | In trasferta | In trasferta | In trasferta | In trasferta | In trasferta | In trasferta | In campo neutro | In campo neutro | In campo neutro | In campo neutro | In campo neutro | In campo neutro | Totale | Totale | Totale | Totale | Totale | Totale | DR  |
| Competizione             | Punti | G       | V       | N       | P       | Gf      | Gs      | G            | V            | N            | P            | Gf           | Gs           | G               | V               | N               | P               | Gf              | Gs              | G      | V      | N      | P      | Gf     | Gs     | DR  |
| ------------------------ | ----- | ------- | ------- | ------- | ------- | ------- | ------- | ------------ | ------------ | ------------ | ------------ | ------------ | ------------ | --------------- | --------------- | --------------- | --------------- | --------------- | --------------- | ------ | ------ | ------ | ------ | ------ | ------ | --- |
| Premier League           | 71    | 19      | 13      | 3       | 3       | 43      | 23      | 19           | 8            | 5            | 6            | 29           | 21           | -               | -               | -               | -               | -               | -               | 38     | 21     | 8      | 9      | 72     | 44     | +28 |
| FA Cup                   | -     | 2       | 2       | 0       | 0       | 11      | 1       | 2            | 2            | 0            | 0            | 4            | 2            | 2               | 1               | 0               | 1               | 2               | 1               | 6      | 5      | 0      | 1      | 17     | 4      | +13 |
| League Cup               | -     | 1       | 1       | 0       | 0       | 2       | 1       | 1            | 0            | 0            | 1            | 1            | 2            | -               | -               | -               | -               | -               | -               | 2      | 1      | 0      | 1      | 3      | 3      | 0   |
| Champions League         | 11    | 5       | 2       | 2       | 1       | 13      | 7       | 5            | 1            | 0            | 4            | 8            | 13           | -               | -               | -               | -               | -               | -               | 10     | 3      | 2      | 5      | 21     | 20     | +1  |
| Community Shield         | -     | -       | -       | -       | -       | -       | -       | -            | -            | -            | -            | -            | -            | 1               | 0               | 1               | 0               | 1               | 1               | 1      | 0      | 1      | 0      | 1      | 1      | 0   |
| Coppa del mondo per club | -     | -       | -       | -       | -       | -       | -       | -            | -            | -            | -            | -            | -            | 4               | 3               | 0               | 1               | 16              | 6               | 4      | 3      | 0      | 1      | 16     | 6      | +10 |
| Totale                   | -     | 27      | 18      | 5       | 4       | 69      | 32      | 27           | 11           | 5            | 11           | 42           | 38           | 7               | 4               | 1               | 2               | 19              | 8               | 61     | 33     | 11     | 17     | 129    | 78     | +51 |

### Andamento in campionato
| Giornata  | 1 | 2 | 3 | 4 | 5 | 6 | 7 | 8 | 9 | 10 | 11 | 12 | 13 | 14 | 15 | 16 | 17 | 18 | 19 | 20 | 21 | 22 | 23 | 24 | 25 | 26 | 27 | 28 | 29 | 30 | 31 | 32 | 33 | 34 | 35 | 36 | 37 | 38 |
| --------- | - | - | - | - | - | - | - | - | - | -- | -- | -- | -- | -- | -- | -- | -- | -- | -- | -- | -- | -- | -- | -- | -- | -- | -- | -- | -- | -- | -- | -- | -- | -- | -- | -- | -- | -- |
| Luogo     | T | C | T | C | C | T | C | T | C | T  | T  | C  | T  | C  | T  | C  | T  | C  | T  | C  | T  | C  | C  | T  | C  | C  | T  | T  | C  | C  | T  | C  | T  | C  | C  | T  | C  | T  |
| Risultato | V | V | V | V | N | N | V | V | V | P  | P  | P  | P  | V  | N  | P  | P  | N  | V  | V  | N  | V  | V  | P  | V  | P  | V  | P  | N  | V  | N  | V  | V  | V  | V  | N  | V  | V  |
| Posizione | 1 | 1 | 1 | 1 | 1 | 2 | 2 | 2 | 1 | 2  | 2  | 2  | 5  | 4  | 4  | 5  | 7  | 7  | 6  | 6  | 6  | 4  | 4  | 4  | 4  | 4  | 4  | 4  | 5  | 5  | 5  | 5  | 4  | 4  | 3  | 4  | 3  | 3  |

Legenda:

Luogo: C = Casa; T = Trasferta. Risultato: V = Vittoria; N = Pareggio; P = Sconfitta.

### Andamento in Champions League
| Giornata  | 1  | 2 | 3 | 4  | 5  | 6  | 7  | 8  |
| --------- | -- | - | - | -- | -- | -- | -- | -- |
| Luogo     | C  | T | C | T  | C  | T  | T  | C  |
| Risultato | N  | V | V | P  | N  | P  | P  | V  |
| Posizione | 18 | 8 | 3 | 10 | 17 | 22 | 25 | 22 |

Legenda:

Luogo: C = Casa; T = Trasferta. Risultato: V = Vittoria; N = Pareggio; P = Sconfitta.

### Statistiche dei giocatori
Sono in corsivo i calciatori che hanno lasciato la società a stagione in corso.
| Giocatore        | Premier League | Premier League | Premier League | Premier League | FA Cup + Football League Cup | FA Cup + Football League Cup | FA Cup + Football League Cup | FA Cup + Football League Cup | UEFA Champions League | UEFA Champions League | UEFA Champions League | UEFA Champions League | Community Shield + Coppa del mondo per Club FIFA | Community Shield + Coppa del mondo per Club FIFA | Community Shield + Coppa del mondo per Club FIFA | Community Shield + Coppa del mondo per Club FIFA | Totale   | Totale | Totale      | Totale     |
| Giocatore        | Presenze       | Reti           | Ammonizioni    | Espulsioni     | Presenze                     | Reti                         | Ammonizioni                  | Espulsioni                   | Presenze              | Reti                  | Ammonizioni           | Espulsioni            | Presenze                                         | Reti                                             | Ammonizioni                                      | Espulsioni                                       | Presenze | Reti   | Ammonizioni | Espulsioni |
| ---------------- | -------------- | -------------- | -------------- | -------------- | ---------------------------- | ---------------------------- | ---------------------------- | ---------------------------- | --------------------- | --------------------- | --------------------- | --------------------- | ------------------------------------------------ | ------------------------------------------------ | ------------------------------------------------ | ------------------------------------------------ | -------- | ------ | ----------- | ---------- |
| M. Akanji        | 26             | 0              | 3              | 0              | 2+0                          | 0                            | 0                            | 0                            | 8                     | 0                     | 0                     | 0                     | 1+3                                              | 0                                                | 0+1                                              | 0                                                | 40       | 0      | 4           | 0          |
| N. Aké           | 10             | 0              | 0              | 0              | 2+1                          | 0                            | 0                            | 0                            | 3                     | 0                     | 0                     | 0                     | 1+2                                              | 0                                                | 0                                                | 0                                                | 19       | 0      | 0           | 0          |
| R. Aït-Nouri     | -              | -              | -              | -              | -                            | -                            | -                            | -                            | -                     | -                     | -                     | -                     | 0+3                                              | 0                                                | 0                                                | 0                                                | 3        | 0      | 0           | 0          |
| M. Bettinelli    | -              | -              | -              | -              | -                            | -                            | -                            | -                            | -                     | -                     | -                     | -                     | 0+0                                              | 0                                                | 0                                                | 0                                                | 0        | 0      | 0           | 0          |
| K. Braithwaite   | 0              | 0              | 0              | 0              | 0+1                          | 0                            | 0                            | 0                            | 0                     | 0                     | 0                     | 0                     | 0+0                                              | 0                                                | 0                                                | 0                                                | 1        | 0      | 0           | 0          |
| O. Bobb          | 3              | 0              | 0              | 0              | -                            | -                            | -                            | -                            | -                     | -                     | -                     | -                     | 1+2                                              | 0+1                                              | 0                                                | 0                                                | 6        | 1      | 0           | 0          |
| S. Carson        | -              | -              | -              | -              | -                            | -                            | -                            | -                            | -                     | -                     | -                     | -                     | 0                                                | 0                                                | 0                                                | 0                                                | 0        | 0      | 0           | 0          |
| R. Cherki        | -              | -              | -              | -              | -                            | -                            | -                            | -                            | -                     | -                     | -                     | -                     | 0+4                                              | 0+1                                              | 0                                                | 0                                                | 4        | 1      | 0           | 0          |
| K. De Bruyne     | 28             | 4              | 2              | 0              | 4+0                          | 2+0                          | 1+0                          | 0                            | 7                     | 0                     | 0                     | 0                     | 1+0                                              | 0                                                | 0                                                | 0                                                | 40       | 6      | 3           | 0          |
| R. Dias          | 27             | 0              | 4              | 0              | 5+1                          | 0                            | 1+0                          | 0                            | 7                     | 0                     | 2                     | 0                     | 1+3                                              | 0                                                | 0                                                | 0                                                | 44       | 0      | 7           | 0          |
| J. Doku          | 29             | 3              | 1              | 0              | 3+1                          | 2+1                          | 0                            | 0                            | 4                     | 0                     | 0                     | 0                     | 1+3                                              | 0+1                                              | 0                                                | 0                                                | 41       | 7      | 1           | 0          |
| C. Echeverri     | 1              | 0              | 0              | 0              | 1+0                          | 0                            | 0                            | 0                            | 0                     | 0                     | 0                     | 0                     | 0+1                                              | 0+1                                              | 0                                                | 0                                                | 3        | 1      | 0           | 0          |
| Ederson          | 26             | -26            | 3              | 0              | 2+0                          | -1                           | 0                            | 0                            | 8                     | -20                   | 0                     | 0                     | 1+3                                              | -7                                               | 0                                                | 0                                                | 40       | -54    | 3           | 0          |
| P. Foden         | 28             | 7              | 2              | 0              | 6+2                          | 0                            | 0                            | 0                            | 9                     | 3                     | 0                     | 0                     | 0+4                                              | 0+3                                              | 0                                                | 0                                                | 49       | 13     | 2           | 0          |
| N. González      | 11             | 1              | 3              | 0              | 4+0                          | 0+0                          | 0                            | 0                            | 1                     | 1                     | 1                     | 0                     | 0+1                                              | 0                                                | 0                                                | 0                                                | 17       | 2      | 4           | 0          |
| İ. Gündoğan      | 33             | 1              | 1              | 0              | 6+1                          | 0                            | 0                            | 0                            | 10                    | 2                     | 1                     | 0                     | 0+4                                              | 0+2                                              | 0                                                | 0                                                | 54       | 5      | 2           | 0          |
| J. Grealish      | 20             | 1              | 2              | 0              | 5+1                          | 1+0                          | 1+0                          | 0                            | 6                     | 1                     | 1                     | 0                     | -                                                | -                                                | -                                                | -                                                | 32       | 3      | 4           | 0          |
| J. Gvardiol      | 37             | 5              | 2              | 0              | 3+2                          | 1+0                          | 0                            | 0                            | 10                    | 0                     | 0                     | 0                     | 1+2                                              | 0                                                | 0+1                                              | 0                                                | 55       | 6      | 3           | 0          |
| E. Haaland       | 31             | 22             | 2              | 0              | 3+0                          | 1+0                          | 0+0                          | 0+0                          | 9                     | 8                     | 0                     | 0                     | 1+4                                              | 0+3                                              | 0                                                | 0                                                | 48       | 34     | 2           | 0          |
| M. Kovačić       | 31             | 6              | 5              | 1              | 3+1                          | 0                            | 0                            | 0                            | 6                     | 1                     | 1                     | 0                     | 1+0                                              | 0                                                | 0                                                | 0                                                | 42       | 7      | 6           | 1          |
| A. Khusanov      | 6              | 0              | 1              | 0              | 2+0                          | 1+0                          | 1+0                          | 0                            | 1                     | 0                     | 0                     | 0                     | 0+1                                              | 0                                                | 0+1                                              | 0                                                | 10       | 1      | 3           | 0          |
| R. Lewis         | 28             | 1              | 5              | 1              | 3+2                          | 1+0                          | 0                            | 0                            | 9                     | 0                     | 0                     | 0                     | 1+1                                              | 0                                                | 0                                                | 0+1                                              | 44       | 2      | 5           | 2          |
| O. Marmoush      | 16             | 7              | 0              | 0              | 4+0                          | 1+0                          | 0                            | 0                            | 2                     | 0                     | 0                     | 0                     | 0+3                                              | 0                                                | 0                                                | 0                                                | 25       | 8      | 0           | 0          |
| D. Mubama        | 1              | 0              | 0              | 0              | 1+0                          | 1+0                          | 0                            | 0                            | 0                     | 0                     | 0                     | 0                     | 0                                                | 0                                                | 0                                                | 0                                                | 2        | 1      | 0           | 0          |
| J. McAtee        | 15             | 3              | 1              | 0              | 4+2                          | 3+0                          | 2+0                          | 0                            | 5                     | 1                     | 1                     | 0                     | 1+0                                              | 0                                                | 0                                                | 0                                                | 27       | 7      | 4           | 0          |
| M. Nunes         | 26             | 1              | 4              | 0              | 3+2                          | 0+2                          | 1+0                          | 0                            | 7                     | 1                     | 1                     | 0                     | 1+4                                              | 0                                                | 1+1                                              | 0                                                | 43       | 4      | 8           | 0          |
| N. O'Reilly      | 9              | 2              | 0              | 0              | 6+2                          | 3+0                          | 2+0                          | 0                            | 1                     | 0                     | 0                     | 0                     | 1+2                                              | 0                                                | 0                                                | 0                                                | 21       | 5      | 2           | 0          |
| S. Ortega        | 13             | -18            | 1              | 0              | 4+2                          | -6                           | 1+0                          | 0                            | 2                     | -0                    | 0                     | 0                     | 0+1                                              | -0                                               | 0                                                | 0                                                | 22       | -24    | 2           | 0          |
| K. Phillips      | -              | -              | -              | -              | -                            | -                            | -                            | -                            | -                     | -                     | -                     | -                     | 0                                                | 0                                                | 0                                                | 0                                                | 0        | 0      | 0           | 0          |
| V. Reis          | 1              | 0              | 0              | 0              | 2+0                          | 0                            | 0                            | 0                            | 0                     | 0                     | 0                     | 0                     | 0+1                                              | 0                                                | 0                                                | 0                                                | 4        | 0      | 0           | 0          |
| T. Reijnders     | -              | -              | -              | -              | -                            | -                            | -                            | -                            | -                     | -                     | -                     | -                     | 0+3                                              | 0                                                | 0                                                | 0                                                | 3        | 0      | 0           | 0          |
| Rodri            | 3              | 0              | 0              | 0              | -                            | -                            | -                            | -                            | 1                     | 0                     | 0                     | 0                     | 0+4                                              | 0                                                | 0                                                | 0                                                | 8        | 0      | 0           | 0          |
| Savinho          | 28             | 1              | 3              | 0              | 4+2                          | 0                            | 0                            | 0                            | 9                     | 1                     | 1                     | 0                     | 1+3                                              | 0+1                                              | 0                                                | 0                                                | 47       | 3      | 4           | 0          |
| B. Silva         | 33             | 4              | 6              | 0              | 5+1                          | 0                            | 1+0                          | 0                            | 9                     | 0                     | 1                     | 0                     | 1+3                                              | 1+1                                              | 0                                                | 0                                                | 52       | 6      | 8           | 0          |
| J. Simpson-Pusey | 2              | 0              | 1              | 0              | 1+1                          | 0                            | 0                            | 0                            | 2                     | 0                     | 0                     | 0                     | 0+0                                              | 0                                                | 0                                                | 0                                                | 6        | 0      | 1           | 0          |
| J. Stones        | 11             | 2              | 1              | 0              | 1+2                          | 0                            | 0                            | 0                            | 6                     | 1                     | 1                     | 0                     | -                                                | -                                                | -                                                | -                                                | 20       | 3      | 2           | 0          |
| K. Walker        | 15             | 0              | 3              | 0              | 0+1                          | 0                            | 0                            | 0                            | 2                     | 0                     | 0                     | 0                     | -                                                | -                                                | -                                                | -                                                | 18       | 0      | 3           | 0          |
| J. Wright        | 0              | 0              | 0              | 0              | 0+2                          | 0                            | 0                            | 0                            | 0                     | 0                     | 0                     | 0                     | 0+0                                              | 0                                                | 0                                                | 0                                                | 2        | 0      | 0           | 0          |